# Heptacarpus stylus
Heptacarpus stylus är en kräftdjursart som först beskrevs av William Stimpson 1864.  Heptacarpus stylus ingår i släktet Heptacarpus och familjen Hippolytidae. Inga underarter finns listade i Catalogue of Life.